# Bathymacella uschakovi
Bathymacella uschakovi är en ringmaskart som först beskrevs av Averincev 1972.  Bathymacella uschakovi ingår i släktet Bathymacella och familjen Polynoidae. Inga underarter finns listade i Catalogue of Life.